# Alexis Araujo
Alexis Araujo (Tourcoing, 7 december 1996) is een Portugees voetballer die bij voorkeur als offensieve middenvelder speelt. Hij stroomde in 2015 door vanuit de jeugd van Lille OSC.

## Clubcarrière
Araujo werd geboren in het Noord-Franse Tourcoing en sloot zich in de jeugd aan bij Lille OSC. Op 28 oktober 2015 debuteerde hij in de Coupe de la Ligue tegen Troyes AC. Hij viel aan de rust in bij een 0–1 achterstand in voor Sofiane Boufal. Na rust werkte Lille de achterstand weg via doelpunten van Stoppila Sunzu en Serhou Guirassy. Op 21 november 2015 debuteerde de Portugees in de Ligue 1 tegen Troyes AC. Hij viel na 87 minuten in voor Éric Bauthéac.